# Ron Dennis

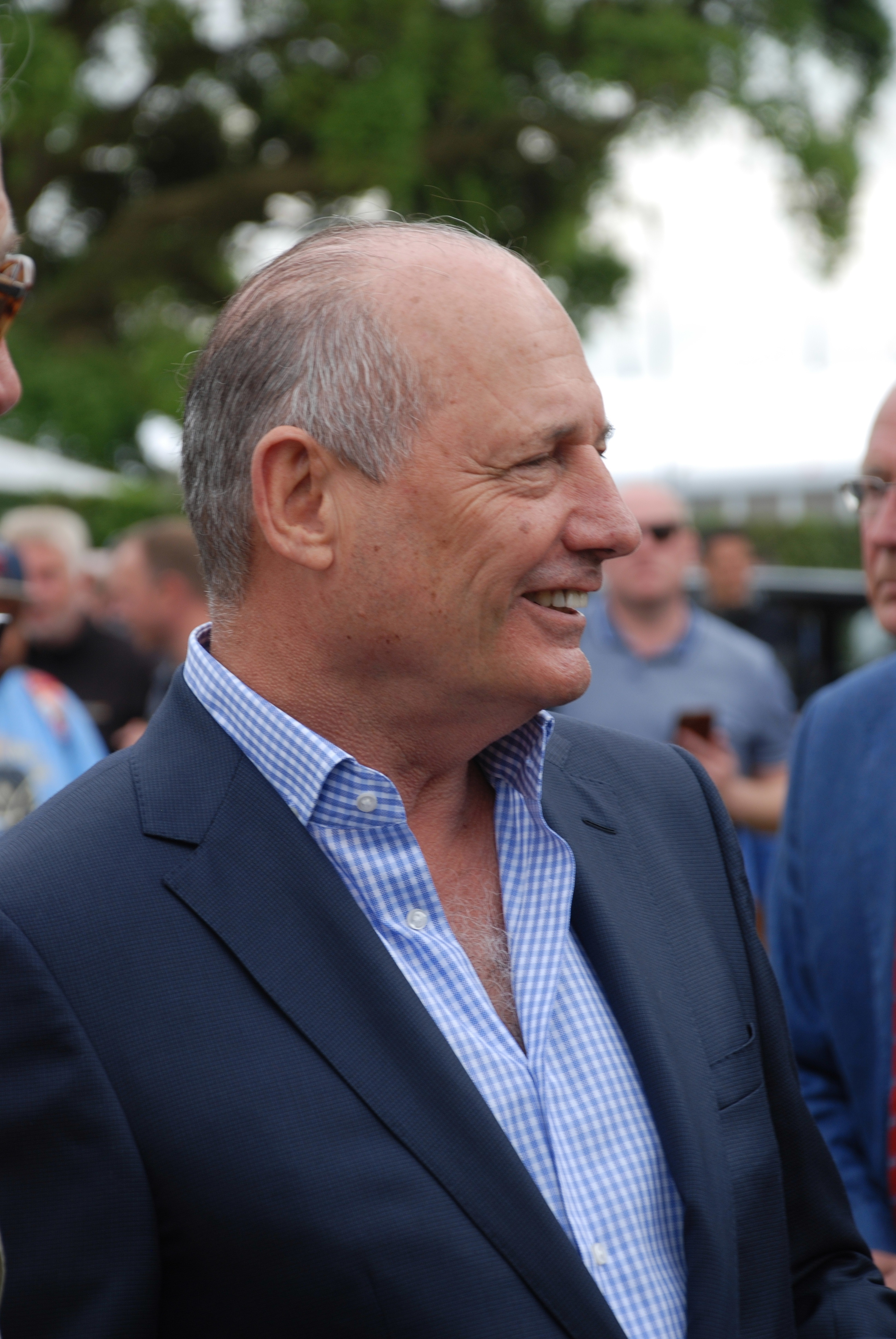
Ron Dennis im Jahr 2016

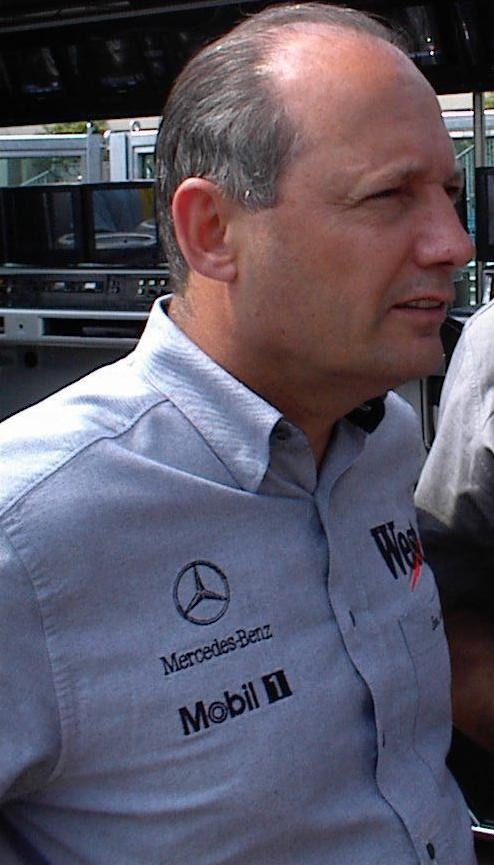
Ron Dennis im Jahr 2000

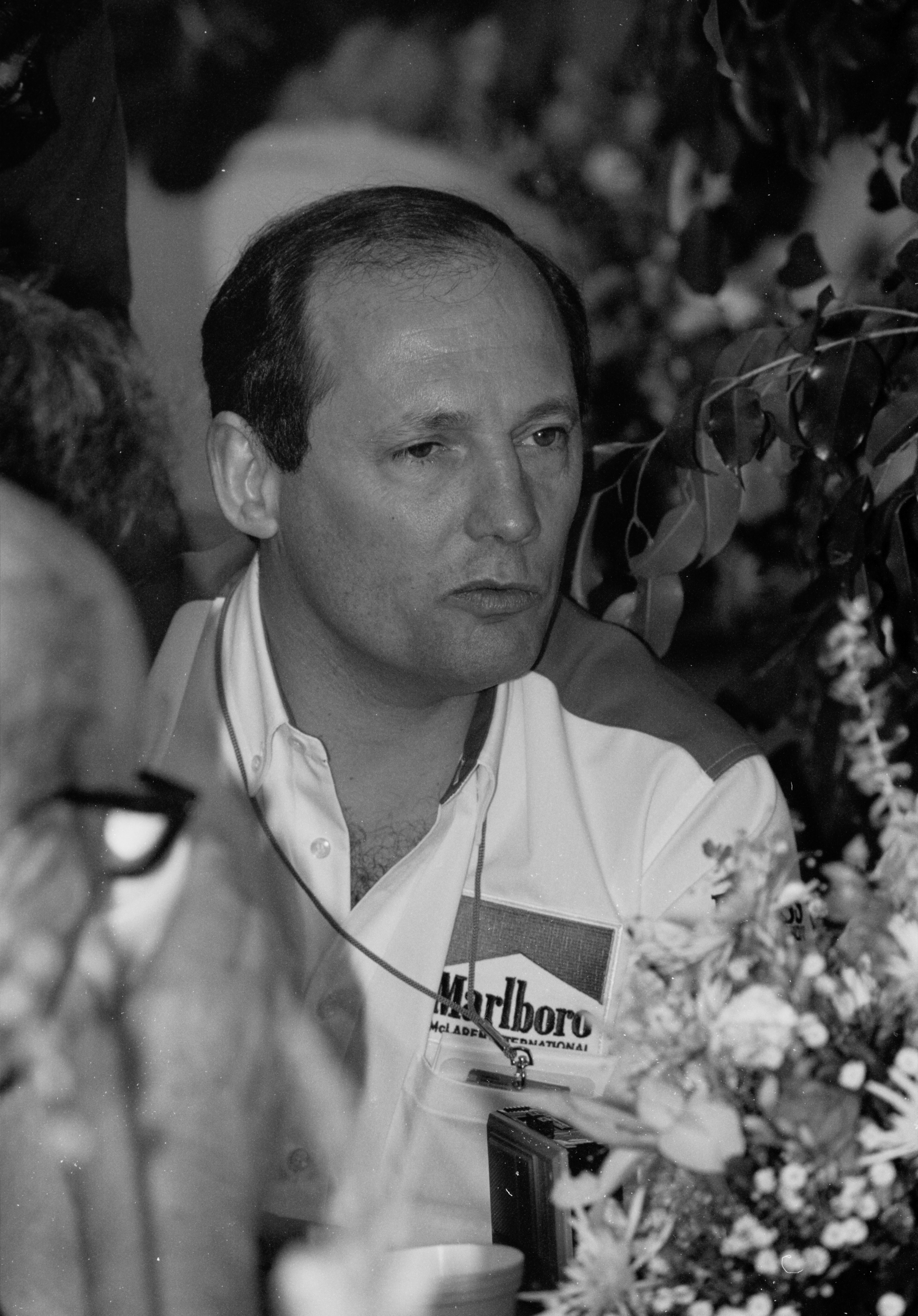
Dennis 1990

Sir Ron Dennis, CBE (* 1. Juni 1947 in Woking, England) ist ein britischer Unternehmer und ehemaliger Motorsportmanager. Von 1981 bis 2017 war er Miteigentümer des Formel-1-Rennstalls McLaren, bis 2009 war er zudem dessen Teamchef.

## Karriere
Ron Dennis begann seine Motorsportkarriere als Mechaniker im Jahr 1966 bei Cooper Racing Cars. Später wechselte er zum Brabham-Rennteam und wurde 1968 Chefmechaniker von Jack Brabham. 1971 gründete er gemeinsam mit Neil Trundle (damals ebenfalls beim Brabham-Rennteam beschäftigt) das Rennsportteam Rondel Racing, das von Motul unterstützt wurde. 1973 wurde Rondel zu einem eigenständigen Rennwagenkonstrukteur und plante nach einer erfolgreichen Formel-2-Saison 1973 für das folgende Jahr den Aufstieg in die Formel 1. Das Unternehmen scheiterte, nachdem bereits das Einsatzauto fertiggestellt worden war, als sich Motul Ende 1973 nach dem Beginn der Ölkrise kurzfristig zurückzog. Dennis verkaufte das Inventar und die Werkstatt an Graham Hill, der auf dieser Grundlage sein eigenes Formel-1-Team Embassy Hill aufbaute.
Dennis organisierte daraufhin 1974 den Formel-2-Einsatz zweier ecuadorianischer Rennfahrer, die von Philip Morris bzw. Marlboro unterstützt wurden. Der Rennstall hieß Ortega Ecuador Marlboro Team und erschien neben der Formel 2 auch beim 24-Stunden-Rennen von Le Mans. Dennis hielt die beiden Fahrer für hoffnungslos, erklärte sich aber gleichwohl zu dem Projekt bereit, weil die Zuwendungen von Marlboro so hoch waren, dass er genügend Rücklagen bilden konnte, um 1975 erneut ein eigenes Team zu gründen. Das neue Team hieß Project Three Racing und trat 1975 mit drei Autos in der Formel 2 an. Es war in Dennis’ Heimatgemeinde Woking ansässig und verfügte über drei March-752-Rennwagen, die vornehmlich für italienische Piloten eingesetzt wurden. Vittorio Brambilla brachte dem Team einen Sieg; die übrigen Fahrer waren weniger erfolgreich. 1976 gründete Dennis das Project-Four-Racing-Team, das bis 1980 regelmäßig in der Formel 2 an den Start ging. Ende der 1970er-Jahre komplettierte Project Four im Auftrag von BMW etwa 30 Fahrzeuge vom Typ BMW M1, die für die Procar-Serie bestimmt waren. Die Einnahmen aus diesem Auftrag ermöglichten dem Team, für 1981 den Aufstieg in die Formel 1 zu planen.
Ein eigenständiger Formel-1-Auftritt kam jedoch nicht zustande. Stattdessen fusionierte Project Four im Herbst 1980 mit dem Formel-1-Rennstall McLaren, der von Marlboro unterstützt wurde. Nach der Fusion hieß das Team McLaren International. Später wurde das Unternehmen in McLaren Group umbenannt und in verschiedene Bereiche unterteilt, darunter das heutige Formel-1-Rennteam McLaren Racing. Dieses gewann unter der Führung von Ron Dennis sieben Konstrukteurs- und zehn Fahrer-Weltmeistertitel.
1994 fädelte Dennis eine 15 Jahre andauernde Partnerschaft mit dem Automobilhersteller Mercedes-Benz ein, der zunächst als Motorenlieferant des Rennstalls fungierte, später aber auch Anteile an der McLaren Group erwarb und einen Technologietransfer ermöglichte. Auf dem Höhepunkt dieser Partnerschaft wurde der Finne Mika Häkkinen 1998 und 1999 Weltmeister für die britisch-deutsche Allianz, 1998 gewann das Team zudem den Konstrukteurspokal. Am 1. März 2009 legte Dennis das Amt als Teamchef nieder und übergab die Teamführung an seinen Nachfolger Martin Whitmarsh, der zuvor bereits als Geschäftsführer für den Rennstall fungiert hatte. Ron Dennis bekräftigte entgegen anders lautenden Berichten, dass er diese Entscheidung zu 100 Prozent selbstverantwortlich gefällt habe. Unabhängig von der Niederlegung seines Amtes bleibt Dennis Miteigentümer des Teams und behält damit Einfluss auf wichtige Entscheidungen.
Am 16. Januar 2014 wurde verkündet, dass Ron Dennis zu seiner Rolle als McLaren-CEO zurückkehrt. Diese Position musste Dennis vorzeitig im November 2016 nach einer Niederlage im Rechtsstreit mit den übrigen Eigentümern verlassen. Dennis verbleibt im Vorstand des Unternehmens, wurde allerdings als CEO beurlaubt, nachdem sich die Mehrheit des Vorstandes am 15. November 2016 gegen ihn ausgesprochen hatte.
Über seine Tätigkeit für das Formel-1-Team hinaus war Dennis zudem im Jahre 1989 Mitbegründer der McLaren Automotive, einem weiteren Teil der McLaren Group, deren Vorstandsvorsitzender er bis zum Sommer 2017 war. McLaren Automotive produzierte den McLaren F1, einen revolutionären F1-Straßensportwagen, und hat zusammen mit DaimlerChrysler den Sportwagen Mercedes-Benz SLR McLaren entwickelt, der 2003 präsentiert wurde. Im Juni 2017 verkaufte Dennis seine Anteile an der McLaren Group und zog sich auch aus der Führung des Unternehmens zurück.

## Persönliches
Dennis lebte bis 2008, als er und seine Frau nach 22 Ehejahren die Scheidung bekanntgaben, mit ihr und seinen drei Kindern in Surrey im Süden Englands.

## Zitat
Von Dennis stammt der im Motorsport häufig zitierte Satz „To finish first, you first have to finish“.

## Auszeichnungen
2004 wurde Dennis für seine Verdienste um den britischen Motorsport als „Commander“ in den Ritterorden Order of the British Empire aufgenommen. 2001 erhielt er die Goldmedaille des britischen Rennfahrerklubs BRDC. Dennis wurde außerdem die Ehrendoktorwürde der De Montfort University (1996), der City University London (1997) und der University of Surrey (2000) verliehen. 2009 erhielt Dennis bei den Sport Industry Awards eine Auszeichnung für sein Lebenswerk und seine Erfolge in der Formel 1.